# Symeon z Tesaloniki
Symeon z Tesaloniki – metropolita Tesaloniki 1410-1429, teolog bizantyński
Symeon był metropolitą Tesaloniki w latach 1410—1429. Jest autorem Zbioru (Synagogé) 372 traktatów poświęconych dogmatyce, herezjom, mistycyzmowi, polemikom, liturgii, rytuałowi i jurysdykcji kościelnej. Traktatom tym nadał formę dialogów prowadzonych między biskupem a klerykiem. Usystematyzował w nich wszystkie problemy religijne i kościelne swoich czasów. Pięć mniejszych prac Symeona dotyczy wybranych problemów religijnych, hierarchii kościelnej, apostolskiego wyznania wiary i kapłaństwa. Wzorując się na Anastazym Synaicie i Focjuszu opracował 83 Pytania i odpowiedzi (Erotapokrísejs) na najważniejsze kwestie teologiczne i liturgiczne.